# 道德
道德（即"举止，品质，适当的行为"）是依据一定社会或阶级（生活形態）的价值观、社会舆论、传统习俗和人的内心信念的力量（生產能力）来调整对他人和自己之间的行为进行善恶、荣辱、正当或不正当等的相互关系（生產關係）的评价和断定的行为规范标准。有着通过确立一定的善恶标准和行为准则，来约束人们的相互关系和个人行为，调节社会关系，并与法一起对社会生活的正常秩序起保障作用。贯串于社会生活的各个方面，如社会公德、婚姻家庭道德、职业道德等。
在英語，Moral是指那些杰出的人之间的意图、决定和行动的区分，即是正确的还是不正确的及其相关的觀念准则。道德可以是源自於特定哲學、宗教或文化的行為準則中衍生出來的一系列標准或原則，也可以源於一個人所相信的普遍價值。道德是一種「非正式公共機制」，非正式即指無法律或權威能判定其正確與否，而公共機制指所有場合都能套用的準則。
一些研究認為，對道德情操的注重，存在於所有的人類社會當中，道德情操是普世文化通則的一部分；而一些研究更認為，像是誠實、助人、寬容、忠誠、責任、社會公正、平等、家庭與國家安全、社會秩序的穩定、報恩等等和道德相關的行為，是普世價值的一部分，也就是說，這些行為可能是所有社會普遍認可的德行，提倡此種原則的倫理學立場稱為道德普遍主義。不過道德相對主義的哲學則與道德普遍原則對立，道德相對主義認為不存在普遍的道德原則。

## 詞源與界定

### 詞源
中文的道德一詞，可追溯到先秦思想家老子所著的《老子》書。老子說：「道生之，德畜之，物形之，勢成之。是以萬物莫不尊道而貴德。道之尊，德之貴，夫莫之命而常自然。」其中「道」指自然運行與人世共通的真理；《論語·學而》也提到：「其為人也孝弟，而好犯上者，鮮矣；不好犯上，而好作亂者，未之有也。君子務本，本立而道生。」透過錢穆先生的注解：「本者，仁也。道者，即人道，其本在心。」可見「道」確實是人對於世界的看法，可以說是一種世界觀的範疇。
而「德」是指人世的德性、品行、王道。但德的本意实为遵循道的规律来自身发展变化的事物。在當時道與德是兩個概念，並無道德一詞。「道德」二字連用從荀子《勸學》篇開始：「故學至乎禮而止矣，夫是之謂道德之極」。
在英語中，道德（Morality）一詞由14世紀晚期自「 moral qualities」演變而來，起源於拉丁語的“moralis”，這個拉丁語的字面意義包括：禮儀（manners）、性格（character）、人在社會中適當的行為（proper behaviour）。從1590年代開始，英語中的道德就有「好的（goodness）」的含義，道德與英語中的「正確的（rightness）」可能是道德的同義詞。
漢語將Morality翻譯為道德的原因與歷史尚待釐清，可能是翻譯時在一種中國文化框架下所選用的最相應字彙。

### 界定
西方文化中討論的道德，是在哲學科學的發展之下的研究主題，因而被獨立出來討論，不過在傳統社會文化中，道德大多是被融合在文化或信仰之中。像是中國古代並沒有特別把道德領域跟非道德領域切割開來：兩者之間界線模糊又經常融為一體。中文中道與德兩字經常並用，對真善美三者亦無明顯區隔，儒家理想的天下觀即為一類似案例，文史哲不分亦為一個類似案例，大體上是受到陰陽五行及天人合一思路的影響。
希伯來、伊斯蘭和印度文化之道德觀也類似於中國文化中，其道德附屬於宗教，依循耶和華、安拉或法（印度哲學）的世界觀，並不是獨立的單元，而在許多文化中，道德常附屬於傳統習俗，亦非獨立單元。就連大多數的歐美文化，道德其實也都是依附在基督教的信仰世界觀中。
因此中國文化中的道德，與英語中的道德（Morality）在論述的層級並不相同。中國文化中的道德是一種基於中國文化所產生、或是附屬在中國文化中的「Morality」。

### 相關詞彙
不道德（Immoral）是對道德的積極反對，即反對良好或正確的道德；非道德（Amoral）與不道德並不相同，非道德的定義為對任何特定道德標准或原則無意識、漠不關心或不相信。
另外在一個社會中因為涉及社會公共部分的道德而被公認的道德規範稱為社會公德。只涉及個人、個人之間或家庭等私人關係的道德，稱為私德。

## 道德哲學

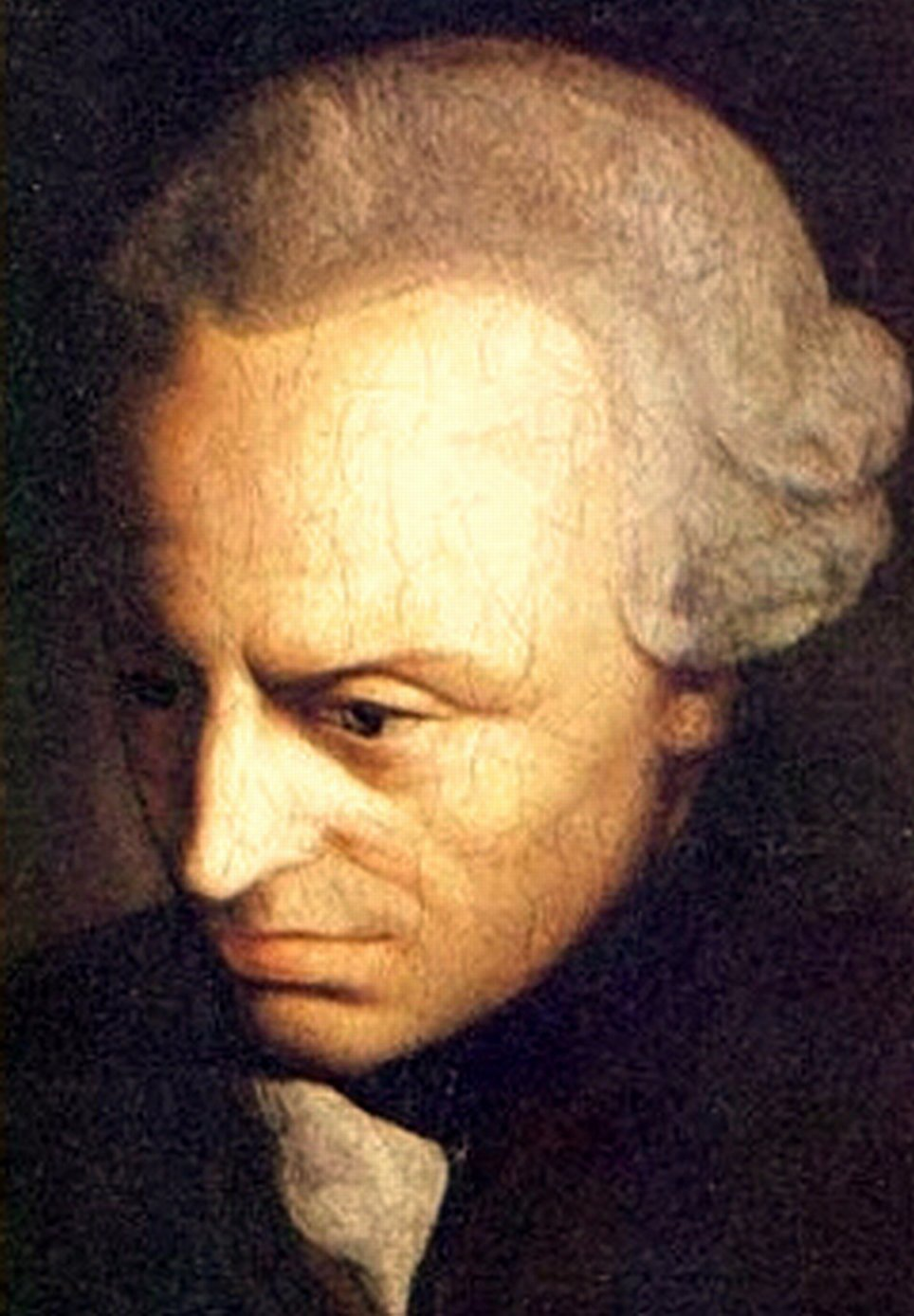
康德提出了道德哲學理論

西方文化自古希臘以來把道德視為一個獨立分離的單元，為哲學中的倫理學，倫理（Ethics，即為道德哲學）是解決道德問題的哲學分支，「道德」與「倫理」經常被互換使用，有時也狹隘的用於描述特定傳統、群體或個人的道德原則。道德哲學（Moral philosophy）包括道德本體論，研究的是道德的起源；以及道德認識論，研究關於道德的知識。道德的表達，會產生不同的系統，包括遵守一套既定規則的義務倫理系統，以及考慮行動本身是否具有優勢的規範倫理系統。黃金定律是一個規范倫理學的例子，該定律認為應該「待人像他人對待自己（One should treat others as one would like others to treat oneself）」，即類似積極面的「待人如己」、消極面的「己所不欲，勿施於人」。
某些類型的道德理論有時會區分「道德」與「倫理」，像是義務倫理學指出：「儘管人們的道德觀及其倫理觀念是相同的，但像是伊曼努尔·康德就使用一種將道德限制在諸如責任、義務和行為準則等概念的制度上。並將倫理留給亞里士多德基於美德概念的實踐推理方法，且通常避免將道德考慮與其他實際考慮分開」。

### 描述性與規範性
在描述性（Descriptive）意義上，「道德」是指來自社會文化或個人的習俗、價值觀或行為準則，適用接受的個人行事之原則。它並不代表客觀對或錯的主張，而是主觀的被認為是對或錯的主張。描述性倫理學是針對這個意義來研究道德的一個倫理學分支。
在規範（Normative）意義上，「道德」指的是任何實際上的對或錯（如果有的話），它可以獨立於任何特定民族或文化所持有的價值觀。規範倫理學是在這個意義上研究道德的哲學分支。

### 現實主義和反現實主義
關於道德的本質和起源的哲學理論（即元倫理學理論，theories of meta-ethics）大致分為兩類：
- 道德現實主義認為客觀道德事實產生了道德陳述。例如：道德自然主義者的哲學觀點可能承認來自社會整合的某種力量會高強度的影響個人的「道德」決策，但他們否認這些文化規範和習俗定義了正確的道德行為。但並非所有道德現實主義者都接受這種立場，例如道德非自然主義者[15]。
- 道德反現實主義認為，道德陳述要么失敗、要么試圖不報告客觀的道德事實。他們認為道德陳述可能是斷然否定客觀道德事實的主張（錯誤理論）；或是認為道德是主觀態度而不是客觀事實（道德主觀論）；或者不是描述世界層級的道德，而是描述其他東西，向是道德是一種情感的表達或一種發出的命令（非認知主義）。

### 道德普遍主義與道德相對主義
道德普遍主義是一種一元論的倫理學立場，認為存在一種普遍適用於所有人的普世倫理（universal ethic）。
道德相对主义則认为，道德和文化有密切關係：虽然人類的道德在某些方面有共通性，但是在不同的時代，不同的社會，往往有一些不同的道德觀念；不同的文化中，所重視的道德元素及其優先性、所持的道德標準也常常有所差異；同樣一種道德，在不同文化社會背景中的外在表現形式、風俗習慣往往也相去甚遠。

## 心理學觀點
在現代心理學中，道德被認為是隨著個人發展階段而改變的。許多心理學家研究了關於道德發展的理論，指出人會經歷不同的道德發展階段。道德很多時候跟良心一起談及，良心是指自觉遵从主流道德规范的心理意识，同時也是一種基於個人的道德哲學或價值體系引發情感和理性聯想的一種認知過程。
認知心理學中有許多關於道德的研究。勞倫斯·柯爾伯格、尚·皮亞傑和艾略特·圖里爾（Elliot Turiel）將道德發展建立在認知發展上，將過去僅限於空談的道德形式建立在一系列的階段和領域中。在Carol Gilligan所建立的護理倫理學中，關懷促進了道德發展，建基於相互依賴的關係下，特別是在養育子女的過程中，但也存在於一般的社會關係中。Martin Hoffman和Jonathan Haidt等社會心理學家強調道德基於生物學中的社會和情感發展，例如：同理心。道德身份理論家，如William Damon和Mordechai Nisan，認為道德目的所定義的自我認同發展會產生道德承諾，這種道德自我認同並產生了追求道德目的的責任感。具有歷史興趣的心理學家暨精神分析學家西格蒙德·弗洛伊德認為道德發展是一種超我的產物，通常是為了避免愧疚。一些社會學家以及社會語言心理學家透過研究人們如何在社交互動中表現自己來研究個體內的道德，以取代長期將道德視為個體特徵的觀念。

### 道德認知
道德認知（Moral cognition）是指一個人以道德允許的方式行事或決定行事方式的認知過程。它由幾個一般領域的認知過程所組成，從對於道德的「顯著刺激感知」到「面對道德困境時的推理」。一個重要、必須提到的事情是：沒有一個專門致力於研究道德認知的認知學院，對於道德認知的貢獻來自於將一般認知領域對道德行為科學以及了解道德運作、改進道德行為研究的努力。
認知心理學家和神經科學家研究認知的輸入及其相互作用的過程，並通過控制實驗連研究道德行為的產生。在這些實驗中，設定道德與非道德刺激，並相互比較，同時控制其他變量，如：工作內容及記憶負荷。通常使用神經影像學實驗來研究受測者對特定道德陳述或場景的不同神經反應。具體認知過程通常取決於一個人遇到的狀況，舉例來說：一般需要積極進行決定的道德困境情況可能需要使用積極的推理，但對於道德違規行為所引起的驚嚇可能促使快速的立即反應來影響過程。
但還有某些認知技能，能夠將諸如信仰、意圖、慾望、情感的心理狀態歸因於自己以及其他人，這種道德情感與前述之道德推理情境在研究上的特徵相符，薈萃分析發現道德情感和道德推理任務之間的腦神經網路存在有重疊活動，這表明這兩項任務共享神經網絡。然而，這種神經分析的結果也證明道德受到輸入處理及任務需求的影響。

### 道德自我許可
自我许可(英語：moral self-licensing, moral licensing, or licensing effect)，也称为道德自我许可、道德许可或许可效应，是社会心理学和市场营销中使用的一个术语，用于描述一种潜意识现象，即对一个人的自我形象或自我概念增强的信心和安全感，往往会使那个人较少担心随后的不道德行为的后果； 因此，更有可能做出不道德的选择和不道德的行为。
因為人類的自然本性傾向於同情和道德，所以有追求道德目的的責任感。我們或多或少、或偶爾會有一些不道德的行為，這種行為會危害我們的道德自我形象。然而，當我們從事不道德行為時，我們仍然覺得自己是一個道德個體。道德自我許可（Moral self-licensing）被用於解釋這種現象，指出自我形象的安全感增加了我們參與不道德行為的可能性。而當我們的道德自我形象受到威脅時，則可以從過去的道德行為中獲得自信心。我們越有自信心，對未來行為的擔憂就越少。實際上，這增加了人類參與不道德行為的可能性。Monin和Miller研究了道德自我許可的效應，發現當參與者獲得了一個證明其為非偏見者的證書時，儘管聽眾不知道他們擁有證書，他們仍更願意表達政治不正確的意見。

## 神經科學觀點
神經科學對道德推理時的大腦活動變化進行了大規模的定量薈萃分析，研究了人類在推理道德問題時所涉及的大腦區域。事實上，道德決策的神經網絡與許多網絡重疊，包括：理解他人意圖（心智理論）、經歷（連覺）與情感狀態（同理心）相關的網絡。這些證據支持了道德推理是一種能夠從他人觀點觀看事物又掌握他人感受的能力。並且證明進行基礎道德決策的神經網絡可能是域全局（domain-global）網路，即人腦中可能沒有專司道德思考的「道德模塊」之類的，但可能與認知和情感的子系統分離。

## 生物學觀點

### 演化觀點
生物學中的演化觀點認為現代道德發展是一個與「社會文化演化」密切相關的過程。一些演化生物學家，特別是社會生物學家，認為道德是一種群體選擇的演化產物，並在個體與群體層面上發揮作用（儘管這種演化理論在實際上發生的程度仍是爭議議題）。一些社會生物學家認為，構成道德的行為演變主要是因為它們提供了可能的生存或生殖利益，即提高演化成功的機率。例如：人類在回應道德行為時會演化出「親社會」的社會情緒，像是同情或內疚感。
根據前述理論，生物學中的演化觀點認為道德是一系列自我延續的生物驅動行為，並鼓勵人類互相合作。生物學家也認為，所有社會動物、從螞蟻到大象的，都會透過直接限制自己的自私來改變其行為，以改善他們在演化中的適應性。人類道德雖然在相來說比其他動物的道德更為複雜許多，但實質仍是一種自然現象，在演化中限制自己過度的個人主義，以避免破壞群體凝聚力、維持個體適應性。
在這種觀點中，道德準則最終建立在情感本能和直覺上，因為這些有助於人類的生存和繁衍（整體適應度）。例如：母嬰維繫所創造的倫理能夠提高後代的存活率；韋斯特馬克效應減少青梅竹馬長大後相互的性吸引力，算是一種減少亂倫的自然效應，也因此降低了近親繁殖等遺傳風險行為的機率。
演化生物學家將自然互惠現象視為理解人類道德的一種方式。這種現象通常是為了確保可靠的基本資源供應，特別是對於那些生活棲地中營養來源會不可預測性波動的動物。例如：當一隻吸血蝙蝠覓食失敗的時候，他的同伴會試圖將吃過的食物反芻，以避免其陷於飢餓。由於這些動物生活在緊密結合的群體中，個體可以指望其他群體成員在飢餓時的幫助。

### 哺乳類的道德能力
Marc Bekoff和Jessica Pierce認為，道德是所有生活在復雜社會群體中的哺乳動物都可能共有的一系列行為能力，像是：狼、土狼、大象、海豚、老鼠、黑猩猩等。他們將道德定義為「一系列相互關聯的行為，用以培養和規範社會群體內的複雜互動。」這套行為包括：同理心、互惠、利他主義、合作和公平感。在相關研究中，黑猩猩被證明能在各種各樣的環境中表現出對同伴的同情，他們甚至還具有到社會政治水平的欺騙能力，類似於人類的謠言和聲譽管理行為的原型。

### 道德複雜性的發展
克里斯托弗·博姆認為人類在熱帶稀樹草原生存時、開發石製武器後越來越需要避免爭議和傷害，道德因而在演化過程中朝向複雜性逐漸發展。其他理論則認為，道德複雜性只是隨著群體規模和大腦規模增加而增加，特別是隨著心智能力發展而增加。

## 人類學觀點

### 部落與領土道德
Celia Green將道德區分為部落道德（tribal morality）和領土道德（territorial morality）。她認為領土道德是消極和禁忌的道德，為的是使一個人的領土，包括其財產和家屬，不會受到損害或乾擾。除了禁令之外，領土道德是較寬容的，只要個人行為不會干擾他人的領土那就是被允許的。相對之下，部落道德是具規範性的，並將集體的規範應用於個人之上。這些規範較為武斷、依賴並隨著文化產生彈性。領土道德的目標偏向一個普遍和絕對的規則，如康德的「定言令式」和蓋斯勒（Norman Geisler）的「分級絕對主義（Graded absolutism）」。Green也將領土道德的發展與私有財概念的興起、契約與地位的優勢進行連結。

### 內團體與外團體
一些觀察家認為，個人會根據個人身分認同在對內團體或外團體時而使用不同的道德規則。內團體指的是個人及他認為屬於同一群體的人，外團體是指個人認為非屬內團體的群體。一些生物學家、人類學家和演化心理學家認為這種內／外團體差別待遇的可以提高群體的生存率，這種概念在簡單的進化計算模型中被證實。在模擬中，這種差別待遇可能會導致對內群體的意外合作以及對外團體的非理性敵意。Gary R. Johnson與V.S. Falger認為，民族主義和愛國主義是以這種內／外團體作為邊界的形式存在。Jonathan Haidt指出，實驗觀察表明保守主義的內團體中有一個被實際使用的基礎道德標準，但自由主義者中不太有。

### 比較文化
雖然不同的文化擁有的道德規範並不相同，但可能會擁有一些類似的道德標準或美德。Peterson與Seligman以人类学观点，研究跨越了文化、地理文化區，以及綜橫數千年。他們得到的結論是：某些美德在被研究的所有文化中都佔有重要的地位。他們確定幾個的主要的美德包括：智慧或知識、勇氣、人性、正義、節制和超越。其中每個美德又都包括了一些不同的部分。例如人性包括了愛、善良和社交智慧。

## 社会學觀點
道德保證了人類繁衍生息的健康與秩序。公德可以確保家族血緣外人類族群的信任，從而共同協作創造更多生產產品。但是當生產能力和生產關係發生變化，或者某種產品確保了道德原本需要保護的秩序，道德體系就會發生變化。如避孕套的發明，確保了生育的計劃性。致使近100年來人類的婚姻道德觀同時發生變化。在男女平等的時代，女人較以前擁有更多的選擇機會和平等權利，但也帶來更多的道德爭議，如婚前性行為、墮胎、人工受孕等爭議，人權和道德問題一直是社會議題。在生產能力低下的地區或年代，浪費是一種不可容忍的不道德行為。但是在產品過剩的時期，浪費所產生的道德問題就相對小很多。
經過漫長的演化，一部分穩定的道德條款成為了法律，一部分道德觀進入了宗教的範疇。在有些地區和某些時期，道德、法律和宗教是無法分開的。如：伊斯蘭教法控制的地區和時期，伊斯蘭教義本身就是文字化的道德體系。這種道德體系在農業生產力及其不發達的地區（中東、北非和西亞）有效的保證了族群的健康發展。但是進入現代文明後，這些教義就和現代文明產生了不可調和的衝突。所以在西方普世價值觀中的道德，未必在另一些生產力不發達的文明中適用。反之亦然。

### 马克思主义與道德
马克思主义认为，道德是一种社会意识形态，它是人们共同生活及其行为的准则和规范。不同的时代、不同的阶级有不同的道德观念，没有任何一种道德是永恒不变的。道德不是天生的，人类的道德观念是受到后天的宣传教育及社会舆论的长期影响而逐渐形成的。馬克思主義類似於一种道德相对主义。以上描述出处存疑？

## 政治學觀點
如果道德是「我們應該如何在個人層面上生活」這個問題的答案，那麼政治可以被視為「我們應該如何在社會層面上生活」的答案，儘管政治會引發其他更多的問題與挑戰。也因此發現道德與政治態度之間的關聯性證據並不讓人驚訝。在政治方面，Jonathan Haidt和Jesse Graham研究了自由派和保守派之間的差異，他們發現，那些被認定為自由主義者的美國人傾向於重視關懷和公平，而不是忠誠、尊重和純潔。自我認同為保守派美國人則相反，更少重視關懷和公平，而是更多重視其餘三個價值觀。兩組人並依據其自己的標準列出在總體中最高權重，其中保守派認為公平性為最低，自由主義者則認為純潔為最低。Haidt並假設美國這種分裂的可以追溯到地緣歷史因素，保守主義在同質種族社區中最為強大，而港口城市由於複雜的文化組合，因此有較多的自由主義者。
群體道德常從共同的信仰概念發展而來，並且經常被編纂成文化或社區內的行為規範。各種行為在規範中被定義成道德或不道德的行為，選擇道德行為的個人通常被認為擁有「道德構造（moral fiber）」，而沉溺於不道德行為的人可能會被貼上社會墮落的標籤。一個群體的續存可能取決於群體普遍對道德準則的遵守；社區的消亡並可能是在應對新挑戰的過程中因無法調整道德準則造成的。正面的例子像是：熙篤會借由改革恢復修道主義方面而存續，反面的例子則像是：慈禧太后屈服於歐洲利益。

### 自由主義觀點
「一切不侵犯他人自由的自由都应该受到保护。」是一種自由主义者的道德觀，以及其检验一切道德规范的标准。不符合这条规则的道德就可能是不平等的、迫害弱者的奴役性道德。换句话说，只要是沒有傷害到其他人、没有侵犯他人自由利益的行为都不应该被认定是不道德的、邪恶與可耻的，且不应该受到任何暴力干涉或舆论谴责。自由主義者通常可能認為：禁止同性恋、禁止乞讨、歧视性工作者等行为都是社会多数暴力对弱势群体的道德性迫害，由於這些人並没有侵犯他人的利益、没有傷害他人，因此任何人都不應該、也没有权利去干涉这些行为。
自認為經典自由派份子的諾姆·杭士基指出：「如果我們採用普遍性原則：那麼某個行為如果對他人是正確的（或錯誤的），那對我們來說就是對的（或錯誤的）。那些沒有達到最低道德標準的人，被用更嚴格的標準檢視，事實上他們顯然不能正確的做出是非善惡的反應。而實際上，道德原則中最基本的原則就是普遍性，即如果某事適合我，那麼它也適合你；如果對你不對，那對我來說也是不對的。任何道德準則中，普遍性都以某種方式存在於其核心。」他認為這種普遍性原則造成了很多衝突。
香港中文大學政治及行政系副教授周保松認為，政治必須以道德為基礎，安排制度和行使權力必須滿足道德規範；規範不是源於暴力、謊言和恐懼，而是個體基於自由理性能合理接受之道德理由，得到公民廣泛認可國家才足為正當之政治共同體:3。

### 民族主義觀點
在民族主義中有一種傾向，認為一個國家如果不承認一個共同的道德，無論道德內容如何都將無法生存、繁榮以及獲得人民的支持。

## 法學觀點
道德標準有時遠高於法律標準之上，因为道德始于人类社会发展过程中更高层次自觉與自我要求。但在具體的行為中道德面對到一種不可避免的尴尬境遇：我们不能强制要求他人遵循我所認定的某种标准。且各种地区、宗教、文化中的道德要求並不一致，且可能有高度的歧異。由於對道德的認知不同將使得人與人乃至於社會之間的糾紛無法解決，法治因此而生。道德常常是法律最基本的參考來源，但在法治的過程中道德不能替代法律，也不應凌駕於法律之上。
此外，法律在某些情况或议题上，可能会准許某些违反道德的行为。例如：一些国家或地区的法律中，可能允许未满十八岁的年轻人之间发生性行为，但在宗教或者一些文化传统中，婚前性行为反而是违反道德的。有时法律也会允许政府以行政手段執行違反某些道德观念的行为，例如：賭博、性交易、徵兵、發動战争等行為。

## 宗教觀點
宗教和道德並不是同義詞，道德不依賴於宗教，儘管對某些人來說這是一種「幾乎自動的假設」。根據《西敏斯特基督教倫理詞典（The Westminster Dictionary of Christian Ethics）》指出：宗教和道德有不同的定義，彼此也沒有定義上的關聯；在概念和原則上，道德和宗教價值體系是兩種不同的價值體系與行動指南。不過宗教確實是一種能夠建立道德的強大價值體系或文化體系。

### 道德的宗教定位
在傳統道德的範圍中，宗教價值體系常常與當代世俗的道德框架共存，像是：結果主義、自由思想、人文主義與功利主義等。宗教價值體系的類型也相當多元，現代一神論宗教中，如：伊斯蘭教、猶太教、基督教；以及一些其他的一神論宗教（錫克教和瑣羅亞斯德教），通常會有各自的經文、提出的法律（宗教法）和規則或是由各自信仰中的宗教領袖觀點來定義是非。泛神論及其他非一元論的宗教中價值體系往往不像一神論宗教絕對。例如在佛教中，會考慮到個人的意圖和當時情況來確定行為的對錯。芭芭拉·斯托勒·米勒（Barbara Stoler Miller）指出，不同宗教傳統價值觀之間存在一些很大差異，她舉出印度教的案例：「實際上，印度教中是根據社會地位、親屬關係和生活階層來決定正確與錯誤的。對於那些在普遍主義和平等主義理想環境中長大的現代西方人來說，印度教具有義務性的相對性的價值觀相當難以理解。」
宗教在道德困境上提供了不同的處理方式。例如：印度教並沒有絕對禁止殺戮，印度教認為在某些情況下殺戮可能是不可避免的，而且確實是必要的。在一神論傳統中有些行為可能被當作絕對不可犯的條款，像是：墮胎或離婚。宗教並不總是與道德有正向的關係。哲學家大衛·休謨指出：「在許多情況下，重大的罪行也被發現和迷信的虔誠與奉獻相關；因此，即使他相信自己的真誠，從對宗教活動的熱情或莊重程度來判斷或推論一個人的道德是否正面是一種不安全的行為。」
宗教價值體係可能與普遍的當代道德立場有所不同，例如對於謀殺、大規模暴行和奴役的立場。例如Simon Blackburn指出：「印度教的護教者會捍衛種姓制度並為這種關係的重要性辯護，而伊斯蘭教的辯護士則捍衛其對女性和異教徒的嚴厲刑法典或態度。」Blackburn也指出基督教有類似的觀點：「聖經可以被解讀為教徒有權力以嚴厲的態度對待兒童、弱智、動物、環境、離婚者、非信徒、各種性癖好者與和老年婦女。」布萊克本也指出了一些他對聖經中的道德懷疑，像是出埃及記22章18節中的短語「行邪術的女人，不可容他存活。」帶來了「你不應該讓女巫活下去」的觀點，並使得在歐洲和美國有成千上萬的女人被燒死。並指出舊約聖經中的上帝顯然認為「擁有奴隸制度的社會沒有問題」、「認為生育控制是一種可以判處死刑的罪行」並且「熱衷於虐待兒童」。基督教護教者提出了對這些觀點的解釋，例如：猶太法律顯示了社會道德標準的演變，猶太人實際上會威脅那些對強迫奴隸奴役與任意處以死刑的人，認為奴隸是人而不是財產，並以多種方式保護他們。Elizabeth Anderson也認為「聖經包含善惡教義」並且有「道德上的不一致」。人文主義者Paul Kurtz認為，即使我們不依賴超自然或普遍主義的原則，那些包括：正直、可信賴、仁慈和公平的價值觀也可以在不同文化的道德價值觀中找到。這些價值觀可以幫助我們找到信徒和非信徒之間的共同點。

## 各种文化中的道德观

### 中國

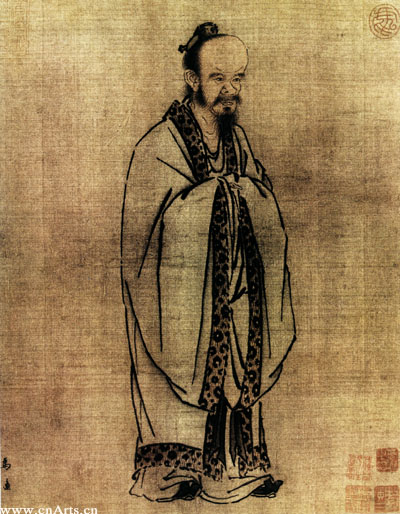
中國傳統道德大多根據孔子的儒家思想發展

中國文化中的道德是判斷一個行為正當與否的觀念標準。道德是調節人們行為的一種社會規範。按照孔子的思想，治理國家，要「以德以法」，道德和法律互為補充。同時，法律反映立法者的意志，順應民意的立法者制定的法律條文，反映了社會道德觀念在法律上的訴求。中國自上古發展而來，傳說中堯、舜、禹、周公等都是道德的楷模。孔子整理《六經》，到漢朝傳為《五經》，其中便包含了大量的道德思想。孔子發展的學說，被稱為儒家學說，以後儒家又將《五經》發展為《十三經》，這些儒家經典學說，成為中國道德的主要思想來源。儘管各個時代中國社會的道德觀並不完全符合孔子儒家思想，但儒家學說是歷代中國社會道德觀的依據。
有些學者認為道德具有普適性，對整個社會的所有人，不論身份，全皆適用，道德面前人人平等。如《大學》中所述：「自天子以至庶人，一是皆以修身為本」。「人之有階級、等差，各國均不能免。他族之言平等，多本於天賦人權之說。吾國之言平等，則基於人性皆善之說。以禮之階級為表，而修身之平等為裡，不論階級、等差，人之平等，惟在道德」。」指西方平等根於「天賦人權」，而中國平等根於「道德」，這可能造就了中國乃至於華人文化圈中一向以道德標準優於人權標準的判斷及輿論導向。
在中國文化中，道德是人們評價一個人的尺度。一個人若違背社會道德，比如不仁不義、不忠不孝，那麼人們就會給他負面的評價，造成他沒有好的名聲，從而對他形成一種來自周邊人群的社會壓力，約束他的行為。另一方面，對很多人來說，道德是個人良心的自覺遵守，無需周邊人群的社會壓力制約。人們對一個人的道德評判，主要來自於這個人所表現出來的言行。所謂「有言者不必有德」，口頭上標榜仁義道德的不必定真的有仁義道德，因此人們往往「聽其言而觀其行」然后作出評判。個人對道德的意見，對己對人，有寬容者，有苛求者。中國文化中多有提倡對自己嚴格、對他人寬恕的思想，如孔子於《論語．衛靈公》中所述：「厚以責己，薄以責人。」、韓愈於《原毀》中所述：「古之君子，其責己也重以周，其待人也輕以約。」並後來演變出「嚴以律己，寬以待人」的諺語。

#### 中國傳統道德基本概念

##### 四維八德
- 四維：禮、義、廉、恥
- 八德：忠、孝、仁、愛、信、義、和、平

八德和四維，合稱「四維八德」。
四維最早載于《管子》牧民篇：「倉廩實，則知禮節。衣食足，則知榮辱。...國有四維，一維絕則傾，二維絕則危，三維絕則覆，四維絕則滅。傾可正也，危可安也，覆可起也，滅不可複錯也，何謂四維？一曰禮，二曰義，三曰廉，四曰恥。禮不逾節，義不自進，廉不蔽惡，恥不從枉。故不逾節，則上位安。不自進，則民無巧詐。不蔽惡，則行自全。不從枉，則邪事不生。」
原有的八德為宋代提出，包含：孝、悌、忠、信、禮、義、廉、恥，將家族道德置於首位增加了「孝」、「悌」、「忠」、「信」，到了現代，梁啓超等維新派，試圖以「孝、悌、忠、信」這「四德」為基礎，吸收西方近代道德精華，建構中國新道德。最後孫中山、蔡元培等提出了「忠、孝、仁、愛、信、義、和、平」新「八德」，這是「中體西用」、中西道德精華相融合的傑作。孫中山在《三民主義之民族主義》中提及：「講到中國固有的道德，中國人至今不能忘記的，首是忠孝，次是仁愛，其次是信義，其次是和平。這些舊道德，中國人至今還是常講的。但是，現在受外來民族的壓迫，侵入了新文化，那些新文化的勢力此刻橫行中國。一般醉心新文化的人，便排斥舊道德，以為有了新文化，便可以不要舊道德。不知道我們固有的東西，如果是好的，當然是要保存，不好的才可以放棄。」

##### 三綱五常
- 三綱：君為臣綱，父為子綱，夫為妻綱
- 五常：仁、義、禮、智、信

三綱是中國儒家倫理文化中的架構，起源於先王之學，經「思孟」「五行」闡發，歷經漢朝，並盛行於宋、明、清三代。三綱指三種儒家認定的倫理關係的原則：君為臣綱，父為子綱，夫為妻綱。五常指五種儒家認定的人倫關係的原則：仁、義、禮、智、信。五常與三綱和稱「三綱五常」 
漢章帝建初四年以後，「仁義禮智信」被確定為整體德目「五常」。五常不僅是五種基礎性的「母德」、「基德」，而且形成並高度概括了中華傳統道德的核心價值理念和基本精神。 
仁和義是儒家文化中兩大根本性的道德元素，可謂總體價值觀中的核心價值觀。離開了仁、義兩者，其餘的忠、孝、禮、樂等都失去了意義。「仁」為中国古代一种含义极广的道德范畴，本指人与人之间相互亲爱，孔子把「仁」作为最高的道德原则、道德标准和道德境界。孔子說：「人而不仁，如禮何？人而不仁，如樂何？」，荀子也論述：「從道不從君，從義不從父，人之大行也」。其他還包含：《白虎通》中記載「君臣以義合，不可則去」、《周易》中記載：「不事王侯，高尚其事。」
在儒家文化中，仁、義相比於其他價值要素具有超然性。例如，孔子在《論語·子路》中說：「言必信，行必果。硜硜然小人哉。」孟子說：「大人者，言不必信，行不必果，唯義所在」。仁、義的重要性，以孔孟之言為證，孔子曰：「志士仁人無求生以害仁，有殺身以成仁。」孟子曰：「生，亦我所欲也，義，亦我所欲也；二者不可得兼，捨身而取義者也。」
孔子：仁者，義之本也；義者，仁之節也。「仁者，人也；道者，義也」。孟子：「仁，人心也；義，人路也。」子言：「仁有數，義有長短小大。」朱熹：「仁者，心之德，愛之理。義者，心之制，事之宜也。」《韓詩外傳》：「愛由情出，謂之仁，節愛理宜，謂之義。」韓愈《原道》：「博愛之謂仁，行而宜之之謂義；…仁與義，為定名；道與德，為虛位。」
- 仁：子曰：仁者，愛人。仁之廣義，涵蓋甚多，例如，「孝悌也者，其為仁之本與。」「能行五者，於天下為仁矣」，五者，「恭、寬、信、敏、惠」。「剛、毅、木、訥，近仁。」「仁者，其言也訒。」「博學而篤志，切問而近思；仁在其中矣。」……。然而，仁並非遠不可及，「仁遠乎哉？我欲仁，斯仁至矣。」仁也不是无理性、無原則或者軟弱，「唯仁者，能好人，能惡人。」「仁者，必有勇。」
- 義：中国古代一种含义极广的道德范畴。本指公正、合理而应当做的。子曰：「義者，宜也。」朱熹：「義者，天理之所宜。」義者，理義、道義、正義、公義。子曰：「君子之所謂義者，貴賤皆有事於天下。」「君子義以為上。」「見利思義。」「不義而富且貴，於我如浮雲。」

##### 忠孝節義
忠孝節義又稱四字，忠、孝在中國社會是基礎性的道德價值觀。《孝經》中，子曰：「夫孝者，天之經也，地之義也，人之本也」，「夫孝，德之本也」，「孝慈，則忠」。曾子：「夫子之道，忠恕而已」。忠、孝興于夏，「夏道尚忠，複尚孝」。 
忠：尽己心力以奉公、任事、对人之美德曰忠。古人谓：忠者，德之正也。惟正己可以化人，故正心所以修身乃至于齐家、治国、平天下。而尽忠者，必能发挥出最大的智慧和才干，因为公生明，偏则暗。——《說文解字》：「忠，敬也，盡心曰忠。」子曰：「夏道尊命，事鬼敬神而遠之，近人而忠焉。...周人尊禮尚施，事鬼敬神而遠之，近人而忠焉。」《禮記·表記》中载孔子言：「君天下，生無私，死不厚其子，子民如父母，有憯怛之愛，有忠利之教...恥費輕實，忠而不犯」，《左傳·桓公六年》：「上思利民，忠也」，其中「忠」指「君主及官吏之忠於民」。孔子講君臣關係的側重點，說：「君使臣以禮，臣事君以忠」，此處「忠」指臣忠於君，而在後世帝王時代，這種含義幾乎演變為「忠」的唯一含義。孫中山曾說：「古時所講的‘忠’，是忠於皇帝...我們在民國之內，照道理上說，還是要盡忠，不忠於君，要忠於國，忠於民，要為四萬萬人去效忠。為四萬萬人效忠，比較為一人效忠要高尚得多。」《左傳·昭西元年》：「臨患不忘國，忠也。」忠，本指人與人忠，孔子言「近人而忠」、「忠利之教」，孟子言「教人以善謂之忠」，故忠「非專指臣民盡心事上，更非專指見危授命，第謂居職任事者，當盡心竭力求利於人而已」。
孝：《說文解字》：「孝，善事父母者。」孝是人可以從身邊之最近處做起的人間關係德目，被稱為「百德之首，百善之先」，《孝經》中，子曰：「教民親愛，莫大於孝」。「孝之為義，初不限於經營家族。」孫中山在《三民主義之民主主義》一文中指出：「《孝經》所言的孝字，幾乎無所不包，無所不至」。孝最基本的內涵是子女對父母的孝。《禮記》：「孝有三：大尊尊親，其次弗辱，其下能養。」孝最首要的含義是尊親，孟子：「孝子之至，莫大乎尊親」，子曰：「今之孝者，是謂能養。至於犬馬，皆能有養。不敬，何以別乎？」現在說孝，往往指子女贍養父母、晚辈贍養長輩，其實，尊敬先於贍養。至於祭祀祖先，祭享之禮，「其事似近於迷信，然尊祖敬宗實為報本追遠之正務」。祖先崇拜、祭祀等等，都是家庭宗族孝文化的延伸。

##### 三達德
三達德即：智、仁、勇，出自《中庸》：「知（智）、仁、勇三者，是天下之達德，所以行之者一也。」是儒者培養個人學養，做學問的目標。做到「仁者不憂，智者不惑，勇者不懼《論語》」的地步。

##### 慾望論
與縱欲、禁欲和天理欲求相關的論述也存在於中國文化中，在宋代，朱熹針對當時的人欲氾濫和奢華風氣，提出「存天理，滅人欲」，又說：「飲食，天理也；山珍海味，人欲也。夫妻，天理也；三妻四妾，人欲也。」認為追求山珍海味、三妻四妾是違背天理的人欲，而通常飲食、一夫一妻則是天理。在先儒中也有類似思想，子曰「飲食，男女，人之大欲存焉」，《孟子》載告子言：「食、色，性也」，《禮記·曲禮》：「傲不可長，欲不可縱，志不可滿，樂不可極」，飲食男女的欲求，天經地義，滿足符合天理的欲求而又不縱欲。

#### 近代对中国传统道德观的争议
新文化运动以来，中国思想学术界开始了对中国传统道德的批判，提倡新的道德规范。后来由李大钊创立的中国马克思主义史学更是对中国传统道德进行了更彻底的批判。以康有为为代表的右翼势力则坚持以中国传统道德为正宗。
大多数的古代国家都以宗教作为社会意识形态，而古代中国的儒家学说强调“以德治国”。儒家素倡德主刑辅，因为道德教化可以“防患未然”，比严刑峻法更有利于社会稳定。中国马克思主义史学界认为，这也有利于消磨被剥削阶级的斗志，使统治阶级的思想成为整个社会的意识形态。
在马克思主义史学的中国学派看来，儒家重义轻利，例如宋明理学鼓吹“存天理，灭人欲”就是把人民争取生存权利的斗争说成了“人欲”，于是也就严重地压抑了人们的权利观念。该学派坚称，统治者许多时候为了自己的利益为所欲为，但同时又要求人民“舍生取义”、“杀身成仁”、“大义灭亲”，就算牺牲生命或残杀亲人也要遵守符合统治者利益的仁义道德。
该学派还认为，中国古代社会的道德特点是把宗法观点和皇权至上合二为一，也就是让皇权统治和家长制统治互相呼应，强调子女必须要严守“孝道”，绝对服从家长的命令，而皇帝则被视为全国的君父，全体国民都必须绝对服从他；而孝亲的目的就在于培养忠君的感情，以期移孝作忠。历史上，忠孝不能两全时要以忠君为上，必要时“大义灭亲”。
該學派並人為中国传统道德的主要内容可以概括为“忠孝节义”四个字，但傳統道德與中國人的實際道德認知有所差異，其內容大致如下：
- 忠：臣子必须绝对服从君主：「君要臣死，臣不得不死[註 2]」，即使是暴君也不得反抗。該學派認為原本中國人的認知應為：「君臣以義合，不可則去[72]。」當君主不適任時應予以推翻。
- 孝：子女必须绝对服从家长：「天下无不是之父母」，家长殴打虐待子女被看作理所当然的权利。該學派認為原本中國人的認知應為：「阿意曲從，陷亲不義，一不孝也[73]。」父母有過錯，而子女不提醒勸戒是陷父母於不義，並是一種不孝的行為。
- 節：中国传统社会中仅片面要求女性守贞、从一而终，男人则可以三妻四妾，該學派認為原本中國人的認為「三妻四妾，人慾也[74]。」是不應該的。並且男女均遵从婚姻包办，卻只有男性有离婚权利也是不應該的。
- 義：指被统治者必须誓死服从道德规范，为了统治者的利益必须毫不犹豫的牺牲自己的生命。該學派認為原本中國人的認知應為：「天下乃天下人之天下，非一家一姓之天下[75]。」義是從天下之志，與統治者無關。

鲁迅在短篇小说《狂人日记》中借狂人之口阐述了他对封建道德的本质的理解，即所谓的“吃人”：“我翻开历史一查，这历史没有年代，歪歪斜斜的每页上都写着‘仁义道德’几个字。我横竖睡不着，仔细看了半夜，才从字缝里看出字来，满本都写着两个字是‘吃人’！”。
中國大陸學者陳鐵健、黃道炫認為，道德和政治根本不相容:96。在封建統治者心目中，政治就是道德；在實際運作中，政治高於道德，道德自主被閹割，為政治權勢遮羞:96。

### 東亞
在越南、朝鮮、韓國等其他東亞地區具有眾多相同的道德伦理，和中國存在很大的共性，同時也有一些差異。韓國學者金日坤在《儒教文化圈的秩序和經濟》一書中說：「儒學是日本、韓國最具優勢的傳統文化，至今仍作為秩序和原理而發展。儒家文化國家經濟發展的成功，是由於儒學倫理具有經濟發展的適應性。」

#### 日本
在江戶時代早期，道德依附在佛教和神道教的道學中，並在以儒家文化為中心的影響下形成。之後道德又分開成像是武士的武士道，商人的商道等；在武士道中有尊重上下關係的強烈傾向。此外，儒家道德中的忠於君主、孝於親屬，以及努力、忍內等美德的修行也被重視 。到了江戶中期，荻生徂徠對儒學進行批判，並認為，法律應該與道德做嚴格的區分。在此之後，日本的學術思想基本上繼承了這種思維方式。明治時代後、隨著明治維新，由於文明開放、西方價值觀進入日本，道德也發生了變化。明治政府試圖創建一個統一的民族共享的道德，像是以天皇頒布的《教育敕語》試圖在教育中重建傳統道德，但是隨著第二次世界大戰的結束而廢止。
時至今日，日本人的道德觀通常被認為依然是無意識的按照傳統道德行事。並且由於這種道德塑造了一種「日式管理社會」，日本人常被認為是嚴謹的、守紀律與敬業的。強調人格形成是日本道德的一個主要特徵。

### 其他地區

#### 古罗马
罗马共和国末期哲学家卢克莱修坚持和发展了德谟克利特、伊壁鸠鲁的幸福论和快乐主义伦理思想，论证了人们追求幸福是合乎自然规律的。西塞罗则宣扬神恩、命运，强调自然法的正义和爱他原则。古罗马后期，哲学与基督教神学相结合，逐渐形成宗教道德理论，为中世纪基督教神学伦理思想的形成奠定了基础。
古羅馬道德受到一些批評，罗马人雖然自诩追求正直、谦逊、廉洁的道德品质，但实际情况有時並非如此。马克思主义觀點認為，罗马帝国的道德维护了贵族利益，卻也是欺骗和镇压奴隶的精神工具。亚里士多德說：「有些人生来就注定应该服从别人，还有些人生来就注定应该统治别人。」罗马人认为人类天生就被神分为统治者和被统治者。奴隶必须服从神的旨意，心甘情愿地服从主人的命令。奴隶在羅馬帝國可能只是一种有生命的财产、会说话的工具，並且沒有自由和权利。主人杀死自己的奴隶是一種合乎道德的行為、只是行使他对自己财产的处分权而已；但奴隶杀死主人是一种罪大恶极的行为，必须受到严厉惩罚。
罗马人也將女人視為一種家庭中的奴隶，是替丈夫做家务和生育子女的工具。她们的身体是被自己丈夫所拥有的财产。通奸被看作是可耻的罪行，是对自己主人的背叛。罗马法规定，妻子必须顺从丈夫，严禁和自己丈夫以外的任何人发生性关系。妻子如果被发现通奸会被处死，而丈夫和妻子以外的女奴隶发生性关系则不受任何惩罚。

## 外部連結
- 倪梁康：〈道德意識的來源論綱〉 （页面存档备份，存于）（2009年）
- 倪梁康：〈羞感．身體．道德——關于「羞惡之心」的倫理現象學思考〉 （页面存档备份，存于）（2009年）
- Gert,  Bernard and Joshua Gert, "The Definition of Morality", The Stanford Encyclopedia of Philosophy , Fall 2020 Edition, Edward N. Zalta ed. （页面存档备份，存于）
- FitzPatrick, William, "Morality and Evolutionary Biology", The Stanford Encyclopedia of Philosophy (Spring 2021 Edition), Edward N. Zalta (ed.) （页面存档备份，存于）

## 延伸阅读
[在维基数据编辑]
 《欽定古今圖書集成·理學彙編·學行典·道德部》，出自陈梦雷《古今圖書集成》